# Alinghi
Alinghi er navnet på et America's Cup-syndikat fra Schweiz. Den 2. marts 2003 vandt det pokalen som det første europæiske hold siden 1851. Yderligere satte det historie ved at være det første hold nogensinde, der vandt sejlsportens vigtigste trofæ i første forsøg.

## Historien
Alinghi-syndikatet blev etableret i 2000, og opgaven var at erobre the Auld mug, som på det tidspunkt blev forsvaret af Team New Zealand, det nuværende Emirates Team New Zealand. 

Efter at have mødt Prada's Luna Rossa Challenge i Louis Vuitton Cup finalen gik Alinghi med skipperen Francesko de Angelis videre til America's Cup, og vandt på Hauraki Golfen udenfor Auckland overbevisende over Team New Zealand-skipperen Dean Barker.
Sponsor og hovedmand bag Alinghi er Ernesto Bertarelli, en schweizisk rigmand som bl.a. står bag medicinalfirmaet Serono.

## Holdet
Team Alinghi består af sejlere fra 21 forskellige lande. 
Rorsmand og skipper i 2003 var newzealænderen Russel Coutts, som tidligere havde ført newzealænderne til flere sejre. Efter skiftet til det europæiske syndikat blev han nærmest erklæret for forædder i sit hjemland. 
Skipper i 2007 var teamet Jochen Schuemann, Peter Holmberg og Ed Baird.
Hjemklubben for Alinghi er Société Nautique de Genève.